# Chefe de radiotecnia

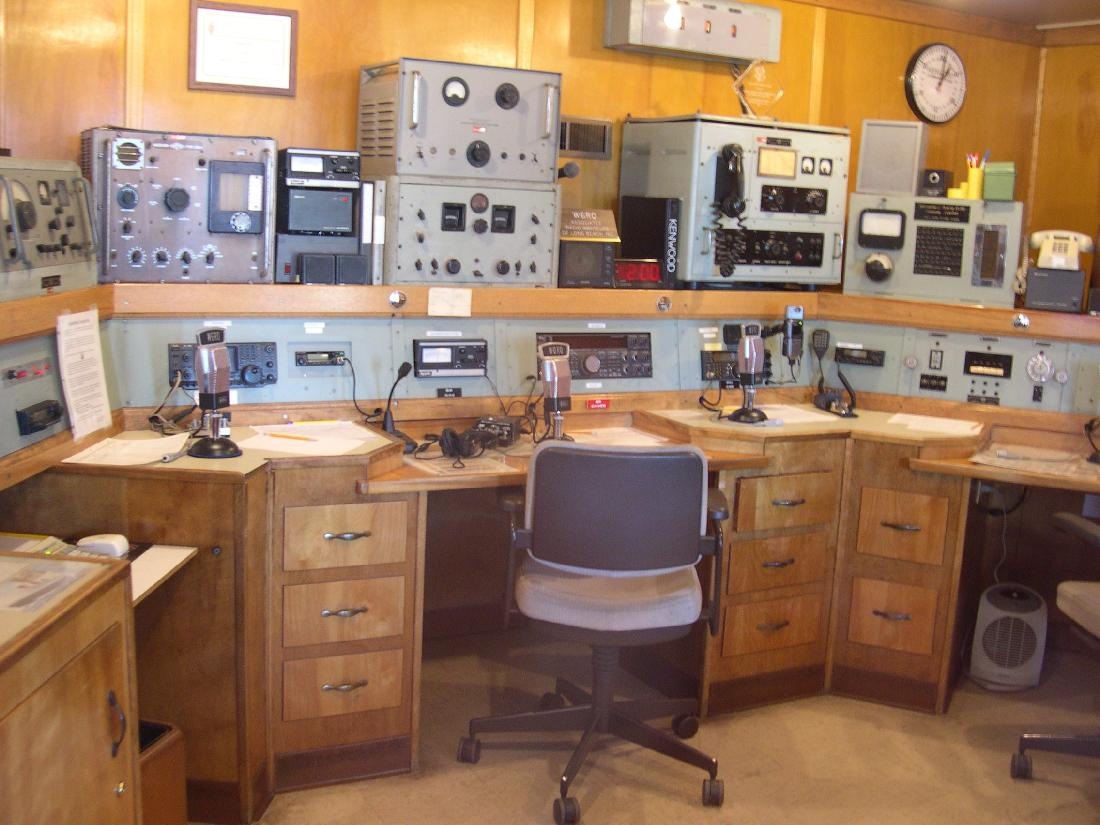
Estação de radiocomunicações do transatlântico RMS Queen Mary.

Na marinha mercante, chefe de radiotecnia, chefe do serviço de radiocomunicações ou chefe de radiotelegrafia é a função atribuída ao responsável pela chefia direta de um ou mais oficiais radiotécnicos, oficiais de radiocomunicações ou radiotelegrafistas e pela chefia da estação de radiocomunicações de um navio.
Conforme a organização do navio, o chefe de radiotecnia está dependente do imediato da embarcação ou está diretamente dependente do seu comandante. Dependentes do chefe de radiotecnia, podem existir oficiais, radiotelegrafistas práticos ou outros operadores de radiocomunicações.
A substituição das comunicações radiotelegráficas pelo sistema GMDSS (Sistema Global de Emergência e Segurança Marítima) fez com que a função de chefe de radiotécnica tenha desaparecido na maioria das embarcações mercantes.
O exercício da função de chefe de radiotecnia implica uma certificação que o habilite a chefiar estações de radiocomunicações da categoria correspondente à instalada a bordo do navio.
Por exemplo, em Portugal apenas podem exercer a função de chefe de radiotecnia ou de radiotelegrafia nos navios com os seguintes tipos de estações de radiocomunicações:
1. Estações obrigatórias de 1ª categoria: Radiotécnicos-chefe e radiotécnicos de 1ª classe (chefes de radiotecnia);
2. Estações obrigatórias de 2ª, 3ª e 4ª categorias: Radiotécnicos de 2ª classe (chefes de radiotecnia);
3. Estações não obrigatórias de 1ª, 2ª e 3ª categorias: Radiotelegrafistas práticos da classe A (chefes de radiotelegrafia);
4. Estações não obrigatórias de 4ª categoria: Radiotelegrafistas práticos da classe B (chefes de radiotelegrafia).